# 第46回社会人野球日本選手権大会
第46回社会人野球日本選手権大会（だい46かいしゃかいじんやきゅうにほんせんしゅけんたいかい）は、2021年6月29日から7月14日までの16日間、ほっともっとフィールド神戸・京セラドーム大阪で行なわれた社会人野球日本選手権大会である。

## 概要
- 東京オリンピック開催に伴い、例年は夏に東京で行われる都市対抗野球大会と開催時期を入れ替える形で本大会が夏に開催された。また、例年、日本選手権は京セラドーム大阪で全試合行われるが、今大会ではプロ野球の日程との兼ね合いにより1回戦（第1ステージ）をほっともっとフィールド神戸で行い、2回戦からの決勝ステージは京セラドーム大阪での開催となった[1]。神戸で日本選手権が行われるのは1996年の第23回大会以来。
  - なお、7月開催・かつ会場を2ステージ分割制とするパターンは2020年の大会でも予定されていたが、新型コロナウィルスにより中止された。また複数の会場に分けての分割開催は2010年・第37回大会以来である[2]。
  - 都市対抗は前年・2020年にも第91回（2020年11-12月　於・東京ドーム）が行われていたが、そこで優勝したHondaではなく、日本選手権大会としての前回・2019年・45回に優勝した大阪ガスが「前回優勝チーム枠」の扱いで推薦による出場資格を得た。
  - 開催時期を都市対抗と入れ替えた事例としては1980年・第7回大会（同年5-6月　於・大阪球場）以来である。これは8－9月に行われた世界アマチュア野球選手権大会（のちのIBAFアマチュア野球ワールドカップ）（於・後楽園球場他首都圏各地）の開催準備の都合で、第51回都市対抗大会（於・後楽園球場）を11月に繰り下げた都合によるものである。
- クラブ野球選手権を優勝した全足利クラブが本戦初出場を果たした。また北海道ガスも大会初出場となった[3]。
- 三菱重工業の野球部再編に伴い誕生した三菱重工East・三菱重工Westは共に本戦出場を果たした。
- 決勝戦の前に特別表彰として野球殿堂入りした川島勝司の表彰式が行われた。決勝戦では、前回大会王者の大阪ガスと三菱重工Eastが対戦、4-2で制した大阪ガスが史上3チーム目となる日本選手権2連覇を果たした[4]。

## 出場チーム
| 代表枠                                                | チーム                                                | 出場回数                                              |
| 日本選手権対象JABA大会（推薦含む） 優勝チーム枠（13） | 日本選手権対象JABA大会（推薦含む） 優勝チーム枠（13） | 日本選手権対象JABA大会（推薦含む） 優勝チーム枠（13） |
| ----------------------------------------------------- | ----------------------------------------------------- | ----------------------------------------------------- |
| 前回大会優勝                                          | 大阪ガス                                              | 8大会連続24回目                                       |
| クラブ野球選手権優勝                                  | 全足利クラブ                                          | 初出場                                                |
| 北海道大会優勝                                        | 三菱重工East                                          | 3大会連続8回目                                        |
| 東北大会優勝                                          | ヤマハ                                                | 2大会連続26回目                                       |
| 日立市長杯優勝                                        | 日本通運                                              | 2大会連続22回目                                       |
| 東京スポニチ大会優勝                                  | 三菱自動車倉敷オーシャンズ                            | 12大会ぶり7回目                                       |
| 静岡大会優勝                                          | 東海理化                                              | 2大会ぶり4回目                                        |
| 長野大会優勝                                          | ENEOS                                                 | 5大会連続24回目                                       |
| ベーブルース杯優勝                                    | トヨタ自動車                                          | 17大会連続20回目                                      |
| 京都大会優勝                                          | 三菱重工West                                          | 4大会連続25回目                                       |
| 岡山大会優勝                                          | 日本製鉄広畑                                          | 2大会ぶり17回目                                       |
| 四国大会優勝                                          | 東芝                                                  | 5大会連続29回目                                       |
| 九州大会優勝                                          | パナソニック                                          | 26大会連続41回目                                      |

| 代表枠                         | チーム                         | 出場回数                       |
| 地方予選大会からの出場枠（19） | 地方予選大会からの出場枠（19） | 地方予選大会からの出場枠（19） |
| ------------------------------ | ------------------------------ | ------------------------------ |
| 北海道                         | 北海道ガス                     | 初出場                         |
| 東北                           | TDK                            | 5大会ぶり10回目                |
| 北信越                         | バイタルネット                 | 6大会ぶり7回目                 |
| 関東                           | Honda                          | 4大会連続23回目                |
| 関東                           | JFE東日本                      | 2大会連続7回目                 |
| 関東                           | セガサミー                     | 5大会ぶり5回目                 |
| 関東                           | NTT東日本                      | 7大会連続16回目                |
| 東海                           | 日本製鉄東海REX                | 4大会ぶり12回目                |
| 東海                           | 王子                           | 5大会連続13回目                |
| 東海                           | 東邦ガス                       | 4大会ぶり10回目                |
| 近畿                           | 日本新薬                       | 13大会連続23回目               |
| 近畿                           | 日本生命                       | 9大会連続37回目                |
| 近畿                           | カナフレックス                 | 2大会ぶり3回目                 |
| 近畿                           | NTT西日本                      | 9大会連続22回目                |
| 中国                           | JFE西日本                      | 3大会連続14回目                |
| 中国                           | 伯和ビクトリーズ               | 5大会ぶり7回目                 |
| 四国                           | JR四国                         | 5大会連続16回目                |
| 九州                           | 西部ガス                       | 2大会連続3回目                 |
| 九州                           | JR九州                         | 2大会連続15回目                |

## 大会

### 決勝
|              | 1 | 2 | 3 | 4 | 5 | 6 | 7 | 8 | 9 | R | H  | E |
| ------------ | - | - | - | - | - | - | - | - | - | - | -- | - |
| 大阪ガス     | 0 | 1 | 1 | 0 | 2 | 0 | 0 | 0 | 0 | 4 | 11 | 1 |
| 三菱重工East | 0 | 0 | 2 | 0 | 0 | 0 | 0 | 0 | 0 | 2 | 7  | 3 |

1. 大阪ガス：秋山遼太郎（3回）、〇阪本大樹（4回）、S河野佳（2回）
2. 三菱重工East：●大野亨輔（5回2/3）、長島彰（3回1/3）
3. 勝利：秋山
4. セーブ：河野
5. 敗戦：大野
6. 審判
［球審］文珠
［塁審］南谷､左海、太田
7. 試合時間：3時間08分[6]